# USRobotics
USRobotics é uma companhia norte-americana de desenvolvimento e fabricação de hardwares para a área de comunicação. Especializou-se na fabricação de modens, equipamentos para VoIP e wireless.

## História
A USR foi fundada em 1976 em Chicago, Illinois (e mais tarde se mudou para Skokie, Illinois), por um grupo de empresários, incluindo Casey Cowell, que atuou como CEO na maior parte da história da empresa e Paul Collard, que criou modems em meados da década de 1980. O nome da empresa é uma referência à ficção de Isaac Asimov, que é creditado como o inventor do termo robótica. As histórias de robôs de Asimov apresentaram uma empresa fictícia chamada U.S. Robots and Mechanical Men. Cowell afirmou, em uma convenção popular de BBS, que eles chamaram a empresa de homenagem a Asimov e porque em suas obras de ficção científica, a U.S. Robots acabaram se tornando "a maior empresa do universo". 

## Curiosidades

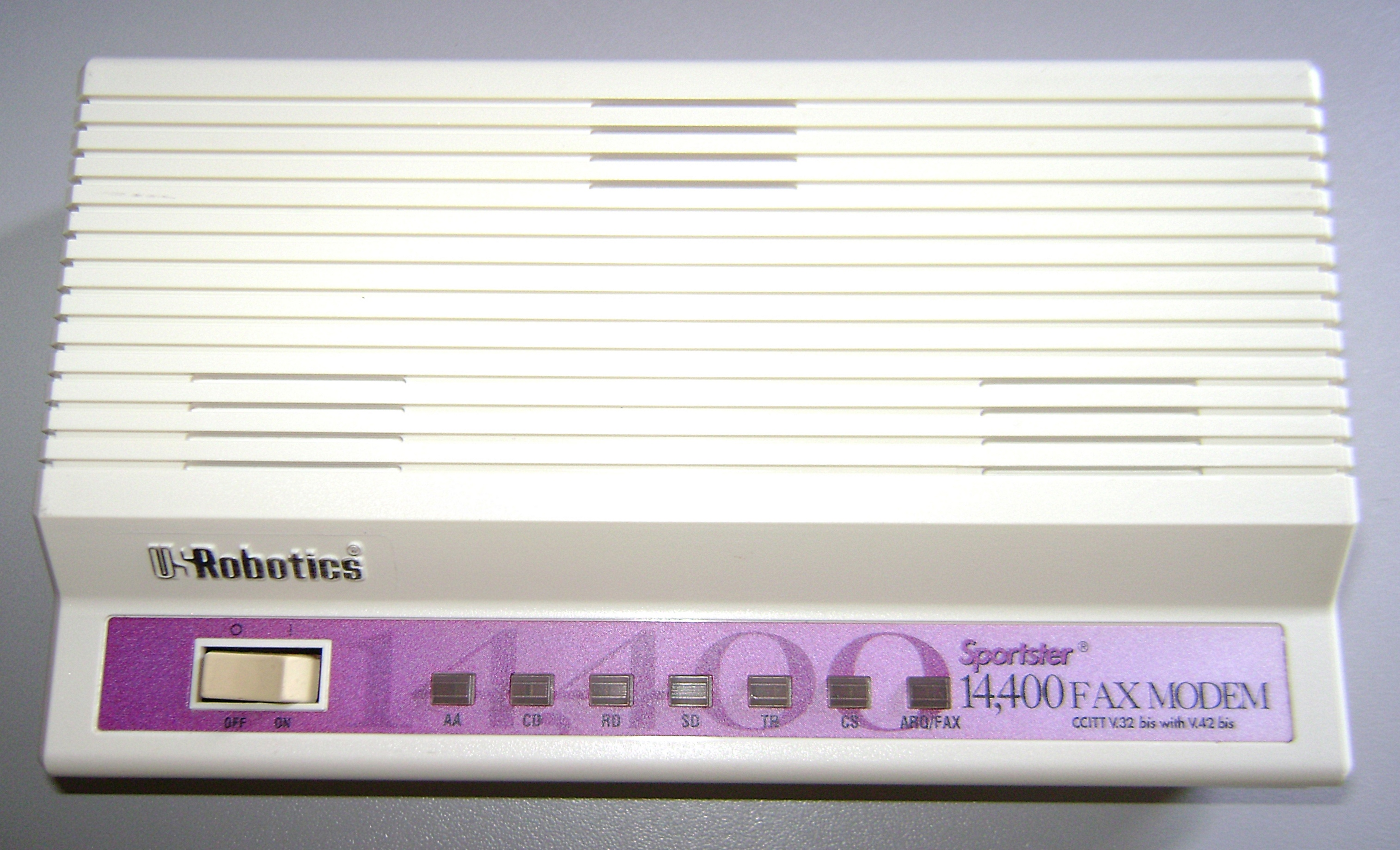
Um fax modem antigo, de 14.400 bps, da USRobotics (1994).

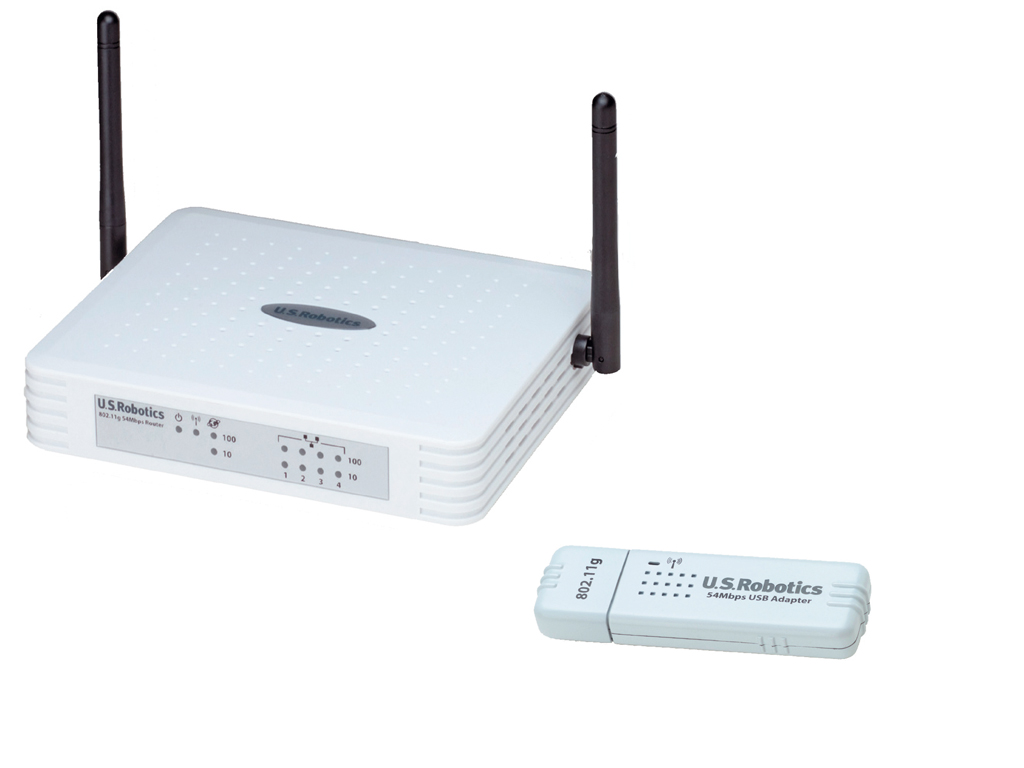
Roteador da USRobotics.

O filme de 2004, I, Robot, que foi vagamente baseado nas obras de Asimov e em Chicago, usou o nome "US Robotics" para a fabricante de robô. O logotipo corporativo do US Robotics do filme se assemelha a um antigo logotipo da USR. Após o lançamento do filme, a empresa mudou seu nome oficialmente para USR.